# ناندو (لاعب كرة قدم برازيلي)
ناندو (بالبرتغالية: Fernando Henrique Quintela Cavalcante‏) هو لاعب كرة قدم برازيلي في مركز الهجوم، ولد في 3 مايو 1990 في ساو باولو في البرازيل. لعب مع اتحاد أبناء سخنين وزمبرو تشيسيناو ونادي الاتحاد ونادي فيروفياريا ونادي كورينثيانس ألاغوانو ونادي لومان.

## وصلات خارجية
- ناندو (لاعب كرة قدم برازيلي) على موقع رابطة كرة القدم الفرنسية للمحترفين (الإنجليزية)
- ناندو (لاعب كرة قدم برازيلي) على موقع قاعدة بيانات كرة القدم.إي يو (الإنجليزية)
- ناندو (لاعب كرة قدم برازيلي) على موقع Soccerway.com (الإنجليزية)